# Жан III Добрый
Жан III Добрый (фр. Jean III le Bon; 8 марта 1286 — 30 апреля 1341, Кан, Нормандия) — герцог Бретонский с 1312 года, виконт Лиможский в 1291—1331 годах, граф Ричмонд с 1334 года, из династии Дрё. Старший сын Артура II Бретонского (1262—1312), герцога Бретани (1305—1312), и Марии Лиможской (1260—1291), виконтессы Лиможской (1263—1291), дочери Ги VI Доблестного, виконта де Лиможа.

## Биография
В 1290/1291 году унаследовал от матери виконтство Лиможское. В августе 1312 года после смерти своего отца, герцога Бретонского Артура II, 26-летний Жан III Добрый унаследовал герцогский престол Бретани.
Находился в крайне неприязненных отношениях с мачехой и единокровным братом, носившим то же имя. Долгое время пытался аннулировать второй брак своего отца, чтобы лишить их всех унаследованных прав в Бретани.
В январе 1334 года после смерти своего дяди Жана Бретонского (1266—1334), графа де Ришмона (1306—1334), герцог Бретонский Жан III Добрый унаследовал титул графа де Ришмон (Ричмонд).
Жан III Добрый всемерно укреплял герцогскую власть. Демонстрировал полную лояльность по отношению к Франции, сохраняя при этом хорошие отношения и с Англией. Пытался завещать права на герцогскую корону королю Франции, но не нашел поддержки среди бретонских баронов.
30 апреля 1341 году 55-летний герцог Бретонский Жан III Добрый скончался в Канне (Нормандия), возвращаясь от двора французского короля. «Герцог Бретонский, который сопровождал со своей армией короля Франции у Турнэ, будучи лучше экипированным, чем любой другой принц или сеньор, по возвращении домой подхватил болезнь, настолько, что был вынужден слечь, и его немощь росла так быстро, что он умер», — пишет хронист Фруассар. Его тело было доставлено в кармелитский монастырь Плоэрмель.
Умирая, Жан III Добрый поставил герцогство перед сложнейшей проблемой, не назвав своего преемника. После смерти Жана началась война за Бретонское наследство, которую начали его младший брат Жан Завоеватель, граф де Монфор, и граф Шарль де Блуа, муж его племянницы Жанны де Дре, графини де Пентьевр.

## Семья
Жан III Добрый был трижды женат. В 1297 году первым браком 11-летний Жан женился на 5-летний Изабелле де Валуа (1292—1309), дочери Карла Французского, графа де Валуа, и Маргариты Анжу-Сицилийской.
В 1310 году в Бургосе (Испания) 24-летний Жан Добрый вторично женился на 27-летней Изабелле Кастильской (1283—1328), дочери короля Кастилии Санчо IV Храброго и Марии де Молина, дочери инфанта Альфонса де Молина.
В 1329 году в третий раз 43-летний герцог Жан Бретонский женился на 19-летней Жанне Савойской (1310—1344), дочери графа Эдуарда Савойского и Бланки Бургундской.
Ни от одного из браков не имел потомства.